# Herbert Wagner
Herbert Alois Wagner (Graz, 22 de maio de 1900 — Newport Beach, 28 de maio de 1982) foi um engenheiro austríaco.
Realizou diversas contribuições na área da aerodinâmica e estruturas de aeronaves.
Participou da Primeira Guerra Mundial e Segunda Guerra Mundial, e então passou a trabalhar nos Estados Unidos.